# Koortskapel (Dentergem)
De Koortskapel of Sint-Annakapel (in de volksmond ook wel Kutskapel genoemd), is een bakstenen, wit geschilderde kapel gelegen aan de rand van het Hoenderveld, langs de weg van Dentergem naar de Poelberg (nu Tieltseweg). Het heeft een leien zadeldak waarop een dakruiter met ijzeren kruis. Boven de deur hangt een metalen opschrift: De Koortskappel (!). Daarboven hangt een kruisbeeld onder een zadelvormig afdakje. Tegen de zijmuren zijn steunberen gemetseld. Binnen bevindt zich een houten altaar met een tabernakel en het beeld van de Heilige Anna met kind, dit alles achter een smeedijzeren hek.
De kapel is toegewijd aan de Heilige Anna, patrones van de huisvrouwen en het gezin.  Zij wordt o.a. aangeroepen tegen ziekten als buikpijn, fijt, hoofdpijn, huiduitslag, kiespijn, koorts, oogziekten, pest en zweren.

## Geschiedenis
In een kerkrekening uit 1643 is reeds sprake van een kapel langs de voetweg naar de Poelberg. Waarschijnlijk was het toen een pilaarkapelletje aangezien in 1739 de Tieltse chirurgijn Joris Abel Regelbrugge het wil vervangen door een kapel van “12 voeten lang en 8 voeten breed”. Een strook van 5 voeten breed rond de kapel moest de bedevaarders toelaten een ommegang te maken ter meerdere glorie van de heijlijge famielie. Door oorlogsomstandigheden werden de werken pas in 1752 uitgevoerd. 
Op de Ferrariskaart uit 1771 wordt de kapel als Hoender Veldt Capelle aangeduid. In de tweede helft van de 19e eeuw wordt het ernaast liggende "cabaret" of herberg de Koortskapelle of De Capelle genoemd. De herberg en de kapel is dan eigendom van landbouwer Kamiel van Eenoo. In 1897 verkocht hij beide aan de Tieltse brouwer Hendrik Loosveldt-Vandevyver. In 1935 werd de erg vervallen kapel hersteld. In 1941 werd dit herhaald omdat de kapel schade had opgelopen door de oorlogsomstandigheden in mei 1940. In november 1976 liet pastoor Louis Van Houtte de kapel opnieuw restaureren. Via erfenis kwam ze in 1987 in het bezit van Marie-Joseph Loosveldt. Omdat de kapel in verval was geraakt - er waren scheuren en verzakkingen vastgesteld – werd de herstelling door de nieuwe eigenaar grondig aangepakt. Ze werd nagenoeg herbouwd en voorzien van een nieuw dak en klokkentorentje. In maart 2004 kon het terug als bedehuisje in gebruik worden genomen.
De kapel is opgenomen in de Inventaris van het Bouwkundig Erfgoed.